# بوید (مینه‌سوتا)
بوید، مینه‌سوتا (به انگلیسی: Boyd, Minnesota) یک شهر در ایالات متحده آمریکا است که در مینه‌سوتا واقع شده‌است.

## خصوصیات
بوید ۱٫۳۵ کیلومترمربع مساحت و ۱۷۵ نفر جمعیت دارد و ۳۲۰ متر بالاتر از سطح دریا واقع شده‌است.